# Фоні Бондалі
Фоні Бондалі — один з 6 районів округу Західний Гамбії. Населення — 6 049 (2003). Фульбе — 26,08 %, мандінка — 16,72 %, 50,87 % — Діола (1993).